# イアン・スチュアート (数学者)
イアン・ニコラス・スチュアート (Ian Nicholas Stewart, 1945年9月24日 - ) は、イギリスの数学者、ポピュラー・サイエンスライター、SF作家。イギリスウォーリック大学における数学科の名誉教授となっている。
数学や科学に関する多数の著作があり、邦訳も多い。

## 経歴
1945年イギリス生まれ。中等学校の6年生の時にある数学教師の知るところとなり、GCEのAレベルの模擬試験を何の準備もなく6年生より上の学年の人と一緒に受けさせられたが、トップの成績を獲得した。その教師はチャーチル・カレッジの奨学金でケンブリッジ大学に入学するよう手配し、スチュアートはそこで数学の学士を取得した。その後は博士号取得のため、ウォーリック大学に入学し1969年に修了。学位も得て現在に至るまでそこで数学を教えている。一般の人にわかりやすい数学の解説及びカタストロフィー理論への貢献で有名。
ウォーリック大学にいるときに、数学雑誌 Manifold の編集をしていたことがある。1991年から2001年にかけては Scientific American に "Mathematical Recreations" という名前のコラムを掲載していた。これは過去のコラムニストであったマーティン・ガードナー、ダグラス・ホフスタッター、アレクサンダー・デュードニーの仕事を引き継いだものである。Scientific American では全部で96のコラムを書き、それらは"Math Hysteria", "How to Cut a Cake: And Other Mathematical Conundrums", "Cows in the Maze"といった書籍に再掲載されている。
何度か客員で研究していたことがある。ドイツ(1974年), ニュージーランド(1976年), アメリカ(コネチカット大学に1977年から78年まで、ヒューストン大学に1983年から84年まで) にそれぞれいた。

## 研究と出版
スチュアートは140以上の科学論文を発表し、それには James Collins との共著である影響力のある一連の論文「coupled oscillators and the symmetry of animal gaits」が含まれている。
スチュアートはDr. Jack Cohenやテリー・プラチェットと協力し、プラチェットの『ディスクワールド』に基づく4つのポピュラー・サイエンスの本を書いている。
1999年、ウォーリック大学がプラチェットに名誉学位を与えたセレモニーにおいて、プラチェットはスチュアートと Cohen の両者を「見えざる大学の名誉ウィザード (Honorary Wizards of the Unseen University)」と賞した。
2014年3月、iPad アプリ「Incredible Numbers by Professor Ian Stewart」を App Store から送り出した。このアプリは Profile Books と Touch Press の協賛の下作り出された。

### 数学とポピュラー・サイエンス
- Manifold (1960s) - ウォーリック大学より出版された数学雑誌
- Concepts of Modern Mathematics (1975)
  - 現代数学の考え方: だれにもわかる新しい数学（ブルーバックス 455） (1981)
  - 現代数学の考え方（ちくま学芸文庫 ス-12-1） (2012)
- Oh! Catastrophe (1982, in French)
- Does God Play Dice? The New Mathematics of Chaos (1989)[13]
  - カオス的世界像: 神はサイコロ遊びをするか? (1992)
  - カオス的世界像: 非定形の理論から複雑系の科学へ (1998)
- Game, Set and Math (1991)
- Fearful Symmetry (1992)
  - 対称性の破れが世界を創る: 神は幾何学を愛したか？ (1995)
- Another Fine Math You've Got Me Into (1992)
  - スチュアート教授のおもしろ数学入門 (1993)
- The Collapse of Chaos: Discovering Simplicity in a Complex World (1995) - Jack Cohen との共著
- Nature's Numbers: Unreal Reality of Mathematics (1995)
  - 自然の中に隠された数学（サイエンス・マスターズ 5）(1996)
- What is Mathematics? (1996) - リヒャルト・クーラントとハーバート・ロビンズによる原著が、第2版においてスチュアートの改訂を受けた。
  - 数学とは何か: 考え方と方法への初等的接近 (2001) - 原書第2版の翻訳
- From Here to Infinity (1996) - The Problems of Mathematics (1987) より改題
- Figments of Reality (1997) - Jack Cohen との共著
- The Magical Maze: Seeing the World Through Mathematical Eyes (1998)
- Life's Other Secret: the new mathematics of the living world (1998)
  - 生命に隠された秘密: 新しい数学の探究 (2000)
- L'univers des nombres (2000)
  - イアン・スチュアートの数の世界 (2009)
- What Shape is a Snowflake?: magical numbers in nature (2001)
  - 自然界の秘められたデザイン: 雪の結晶はなぜ六角形なのか？ (2009)
- Flatterland: Like Flatland, Only More So (2001) - エドウィン・アボット・アボットの小説『フラットランド』の続編として書かれた小説。
  - 2次元より平らな世界: ヴィッキー・ライン嬢の幾何学世界遍歴 (2003)
- The Annotated Flatland (2002) - 『フラットランド』にスチュアートの注釈を加えた物。
  - フラットランド: 多次元の冒険 (2009)
- Evolving the Alien: The Science of Extraterrestrial Life (2002) - Jack Cohen との共著
  - What Does a Martian Look Like? The Science of Extraterrestrial Life (2002) - 第2版
- Math Hysteria : fun and games with mathematics (2004)
  - パズルでめぐる奇妙な数学ワールド (2006)
- The Mayor of Uglyville's Dilemma (2005)
  - イアン・スチュアートの論理パズルトレーニング (2010)
- Letters to a Young Mathematician (2006)
  - 若き数学者への手紙 (2007)
- How to Cut a Cake: And Other Mathematical Conundrums (2006)
  - 分ける・詰め込む・塗り分ける: 読んで身につく数学的思考法 (2008)
- Why Beauty Is Truth: A History of Symmetry (2007)
  - もっとも美しい対称性 (2008)
- Taming the infinite: The story of Mathematics from the first numbers to chaos theory (2008)
  - 無限をつかむ: イアン・スチュアートの数学物語 (2013)
- Professor Stewart's Cabinet of Mathematical Curiosities (2008)
  - 数学の秘密の本棚 (2010)
- Professor Stewart's Hoard of Mathematical Treasures: Another Drawer from the Cabinet of Curiosities (2009)
  - 数学の魔法の宝箱 (2010)
- Cows in the Maze: And Other Mathematical Explorations (2010)
  - 迷路の中のウシ: 数学探検コレクション (2015)
- The Mathematics of Life: Unlocking the Secrets of Existence (2011)
  - 数学で生命の謎を解く (2012)
- In Pursuit of the Unknown: 17 Equations That Changed the World (2012)
  - 世界を変えた17の方程式 (2013)
- Symmetry: A Very Short Introduction (2013)
  - 対称性 不変性の表現 (サイエンス・パレット) (2017)
- The Great Mathematical Problems (2013)
  - 数学を変えた14の偉大な問題: フェルマーの最終定理からリーマン予想まで (2013)
- Incredible Numbers by Professor Ian Stewart (2014) - iPadアプリ
- Professor Stewart's Casebook of Mathematical Mysteries (2014)
  - 数学ミステリーの冒険 (2015)
- Professor Stewart's Incredible Numbers (2015)
  - 魅惑と驚きの「数」たち (2016)
- Calculating the Cosmos: How Mathematics Unveils the Universe (2016)

### 「ディスクワールドの科学」シリーズ
全て Jack Cohen, テリー・プラチェットとの共著
- The Science of Discworld
- The Science of Discworld II: The Globe
- The Science of Discworld III: Darwin's Watch
- The Science of Discworld IV: Judgement Day

### 教科書
- Catastrophe Theory and its Applications, with Tim Poston, Pitman, 1978. ISBN 0-273-01029-8.
- Complex Analysis: The Hitchhiker's Guide to the Plane, I. Stewart, D Tall. 1983 ISBN 0-521-24513-3
- Algebraic number theory and Fermat's last theorem, 3rd Edition, I. Stewart, D Tall. A. K. Peters (2002) ISBN 1-56881-119-5
- Galois Theory, 3rd Edition, Chapman and Hall (2000) ISBN 1-58488-393-6 Galois Theory Errata
  - ガロアの理論（共立全書 556）(1979)
  - 明解ガロア理論 (2008) - 原著第3版の翻訳
- The Foundations of Mathematics, 2nd Edition, I. Stewart, D Tall. (2015) ISBN 978-019870-643-4

### SF
全て Jack Cohen との共著
- Wheelers (2000)
- Heaven (2004)

### 科学と数学
- Stewart, I. (2007). “Mathematics: Some assembly needed”. Nature 448 (7152):  419–419. doi:10.1038/448419a. PMID 17653179.
- Stewart, I. (2006). “Still light-years away from articulating the infinite”. Nature 441 (7095):  812–812. doi:10.1038/441812e. PMID 16778864.
- Stewart, I. (2005). “Schrödinger's mousetrap”. Nature 433 (7023):  200–201. doi:10.1038/433200a. PMID 15662394.
- Stewart, I. (2004). “Nonlinear dynamics:  Quantizing the classical cat”. Nature 430 (7001):  731–732. doi:10.1038/430731a. PMID 15306790.
- Stewart, I. (2004). “Networking opportunity”. Nature 427 (6975):  601–604. doi:10.1038/427601a. PMID 14961110.
- Stewart, I. (2003). “Mathematics: The 24-dimensional greengrocer”. Nature 424 (6951):  895–896. doi:10.1038/424895a. PMID 12931173.
- Stewart, I. (2003). “Mathematics: Conjuring with conjectures”. Nature 423 (6936):  124–127. doi:10.1038/423124a. PMID 12736663.
- Stewart, I. (2003). “Mathematics: Regime change in meteorology”. Nature 422 (6932):  571–573. doi:10.1038/422571a. PMID 12686981.